# Yngvar Fyhn
Yngvar Fyhn (1910 - 8 de mayo de 1945) fue un político nacionalsocialista noruego. Fue líder del Partido Nacional Socialista de los Trabajadores de Noruega (NNSAP) desde 1935 hasta 1940 cuando ese partido se extinguió y se unió a Nasjonal Samling (NS). Fyhn se convirtió en editor del periódico NS Hirdmannen en 1941, convirtiendo el periódico en más pangermanista, militantemente  nacionalsocialista con énfasis "socialista", con frentes contra la masonería, los judíos y los capitalistas. Fyhn fue considerado para un puesto en el gabinete en el fallido intento de golpe proalemán de Leif Schøren y Egil Holst Torkildsen, líderes de las Germanske SS Norge, contra Vidkun Quisling y NS en enero de 1945. Fyhn se suicidó el 8 de mayo de 1945.